# Keizo Morishita
Keizo Morishita (Kitakyūshū, 4 febbraio 1944 – Milano, 5 aprile 2003) è stato un pittore giapponese attivo in Italia.

## Biografia
Grazie ad una borsa di studio si trasferì diciannovenne a Milano nel 1963 per studiare all'Accademia di Brera, dove si diplomò con Marino Marini e dove visse il resto della sua vita fino alla morte, avvenuta nel 2003.

## Produzione artistica
Le sue opere sono caratterizzate da geometrizzazioni oniriche, fiabesche e con il passare degli anni sempre più accentuate, in contrapposizione al gusto più morbido diffuso in quegli anni dall'arte povera e informale. Tutto ciò da un lato si rifà alla necessità di ordine e rigore tipica della cultura nipponica (e spesso le geometrie di Morishita sono pure evocative di scorci e paesaggi giapponesi), dall'altro sembra derivare dall'impatto sull'artista di una certa cultura occidentale, in particolare Max Ernst, Paul Klee e il surrealismo.
Oltre che pittore, fu anche apprezzato ceramista, avendo tra l'altro realizzato vasi e pannelli di stile astratto per le manifatture Studio Ernan ad Albisola Superiore e San Giorgio di Albissola Marina.

## Esposizioni
La prima esposizione di Morishita si tenne a Padova nel 1967. L'antologica considerata più rappresentativa si tenne presso la Galleria del Naviglio di Milano nel 2000. Fra le mostre postume, si ricorda quella del 2006 allo Studio F.22 di Palazzolo sull'Oglio, galleria con la quale Morishita lavorava dagli anni ottanta.